# John Farmer
Pour les articles homonymes, voir Farmer.
John Farmer (vers 1570 – vers 1601) est un compositeur anglais de la Renaissance. Il est né vers 1570 et décédé après 1601.
Il fait partie de l'école anglaise de madrigaux. En 1595, il est chef de chœurs et organiste à la cathédrale Christ Church de Dublin. Il se rend à Londres en 1599 et publie un livre de madrigaux à quatre voix. Giles Farnaby lui a dédicacé une pavane édit dans le Fitzwilliam Virginal Book.

## Quelques madrigaux
- Fair Phyllis I Saw Sitting All Alone, à 4 voix
- A Pretty Little Bonny Lass, à 4 voix
- Fair Nymphs, I Heard One Telling, à 6 voix